# Ulrich II de Carinthie
Ulrich II de Carinthie (né vers 1176 – 10 août 1202), parfois nommé Ulrich de Sponheim, fut duc de Carinthie de 1181 à 1202.

## Biographie
Ulrich II est le fils de Hermann II de Carinthie et de son épouse Agnès d'Autriche une fille du duc Henri II Jasomirgott de la maison des Babenberg. Son oncle est Pilgrin Ier le Patriarche d'Aquilée (mort en 1161) . En 1192 il confirme une donation de son père au monastère de Saint-Paul.
Lorsque l'Empereur Henri VI lance à Bari un appel pour organiser une croisade en 1195, Ulrich est l'un des nombreux membres de l'aristocratie qui adhèrent au projet  bien qu'un certain nombre d'entre eux aient à peine atteint l'âge adulte.
Partant en mars 1197, ces nobles et leurs troupes traversent l'Italie et la Sicile pour s'embarquer à l'été. La flotte principale arrive à Saint-Jean-d'Acre en septembre 1197  La croisade se termine après les prises de Sidon et de Beyrout. Henri VI meurt de la fièvre à Messine dès le 28 septembre 1197 et ses troupes se dispersent. Quand la noblesse de haut rang apprend la nouvelle, elle décide de retourner immédiatement en Allemagne afin de défendre ses intérêts lors de la nouvelle élection impériale qui s'annonce indécise.
Une donation d'Ulrich au profit de l'abbaye Saint-Georges, près de Sankt Georgen am Längsee, est enregistrée le 31 mars 1199. Selon l'obituaire du monastère de Seckau Ulrich meurt le 12 août 1202.. Il disparait sans alliance ni postérité et sa succession est assurée par son frère cadet Bernard de Carinthie.

## Source
- (en) Cet article est partiellement ou en totalité issu de l’article de Wikipédia en anglais intitulé « Ulrich II, Duke of Carinthia » (voir la liste des auteurs).